# Rhamnus cathartica
Espèce
Classification phylogénétique
Le Nerprun purgatif, Nerprun cathartique ou Nerprun officinal (Rhamnus cathartica), est une espèce de plantes à fleurs de la famille des Rhamnaceae. C'est l'une des quelques espèces de nerpruns qu'on peut naturellement trouver en Europe alors que la plupart de la centaine d'espèces de nerpruns sont tropicales ou subtropicales.

## Taxonomie et étymologie
Linné a originellement nommé l'espèce Rhamnus catharticus, l'épithète ayant été corrigée en « cathartica » car « Rhamnus », le nom de genre, est féminin.

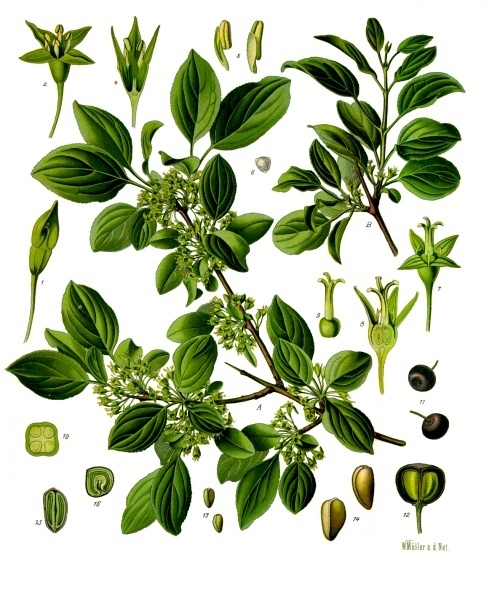

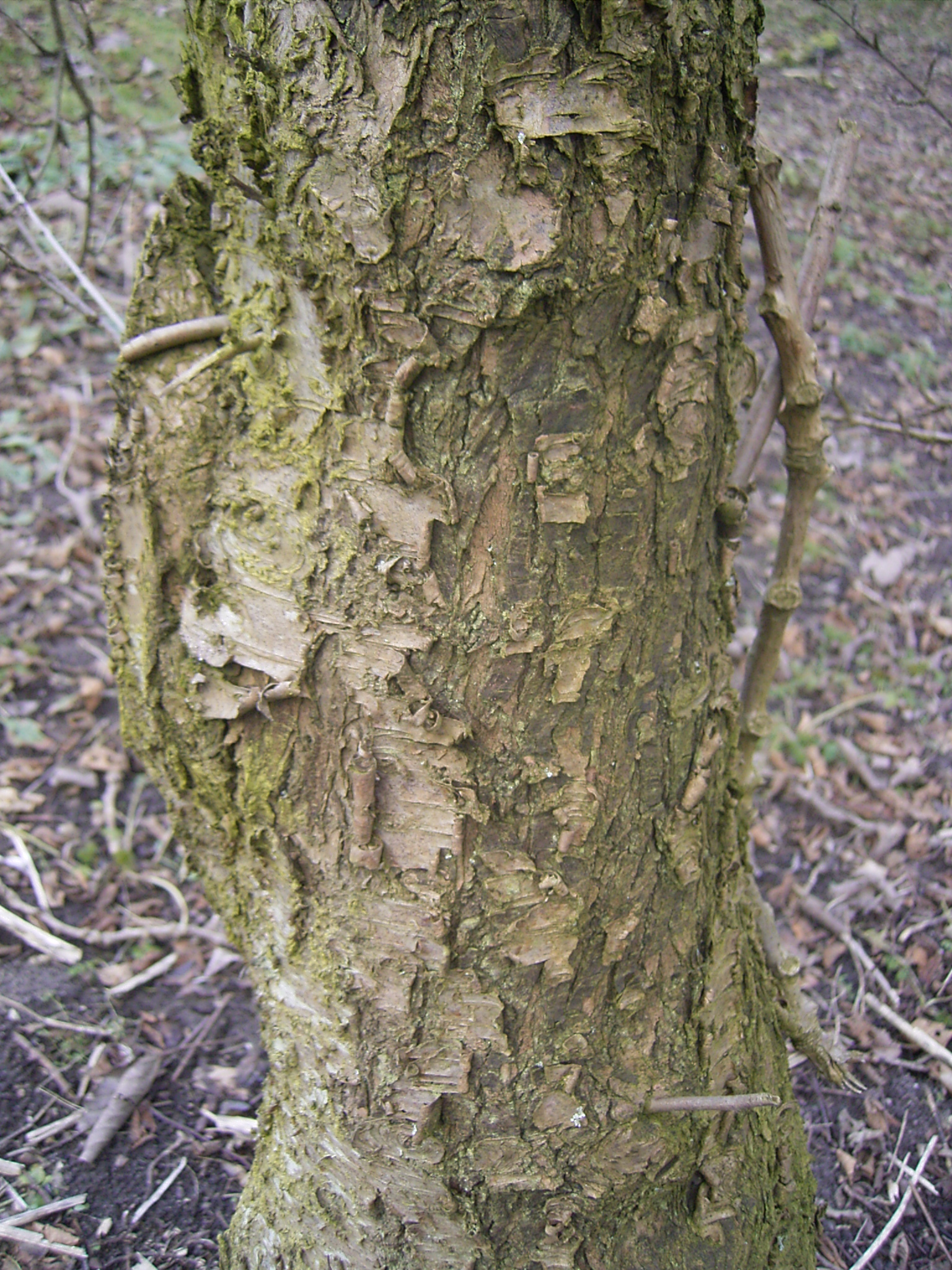
Écorce toxique autrefois utilisée comme purgatif.

Rhamnus vient du grec rhamnos, qui désigne le Nerprun purgatif, et cathartica est dérivé du grec καθαρτικός, « purgatif ». Le terme français de « nerprun » dérive du latin populaire niger prunus (« prunier noir ») qui a donné aussi noirprun, synonyme de nerprun.
On l'appelle aussi bourgépine (bourdaine épineuse) ou épine de cerf.

## Description
Le Nerprun purgatif est un arbrisseau caducifolié de deux à cinq mètres de haut. C'est une plante dioïque ou polygame, à l'écorce lisse, gris-brun. Les rameaux gris sont souvent terminés par une épine.
Les feuilles sont caduques, presque opposées, elliptiques à ovales, de 2,5 à 9 cm de long et 1,2 à 3,5 cm de large, finement dentées, aux nervures très apparentes, vertes virant au jaune à l'automne.
Les fleurs vert-jaune, à quatre pétales, sont rassemblées en grappes par cinq à dix. Elles sont unisexuées et pollinisées par les insectes.
Le fruit, de 6 à 10 mm de diamètre, est une drupe noire qui contient quatre graines. En quantité suffisante, c'est un poison pour l'homme, mais il est apprécié de nombreux oiseaux qui sèment les graines dans leurs fientes.
C'est une essence buissonnante, souvent introduite dans les haies ornementales.

## Habitat et distribution
En Europe, le nerprun est présent du centre de l'Angleterre jusqu'au sud de la Méditerranée et pour l'Asie on le trouve de l'ouest jusqu'au Kirghizistan vers l'est. On le trouve en France, Belgique, Suisse,. Il est cultivé en Amérique du nord.
En Suisse, on le trouve en particulier parmi les « buissons xérothermophiles sur sol neutre à alcalin » (Berbéridion) et dans la « chênaie buissonnante » (Quercion pubescenti-petraeae).

## Propriétés
Les fruits contiennent des glycosides d'anthraquinones à propriétés purgatives. Leur consommation peut entraîner une purgation violente et un collapsus, suivant la quantité ingérée; l'empoisonnement est rare mais le fruit est dangereux pour les enfants.

L'émodine est un composé organique. Classé comme anthraquinone, il peut être isolé de la rhubarbe, du nerprun et de la renouée du Japon.

### Envahissant
Ce nerprun peut s'avérer localement envahissant en Amérique du Nord là où il a été introduit.
Au Québec, il est actuellement considéré comme une plante extrêmement nuisible à la biodiversité, car il domine et est très compétitif face à la végétation indigène,.
Le nerprun cathartique produit de l'émodine, un métabolite secondaire qui s'est vu provoqué des déformations reproductives et de la mortalité chez des invertébrés, des poissons et des larves d'amphibiens. Cette toxicité se transmet aux fruits, aux feuilles, aux branches et à son écorce intoxiquant une grande partie d'espèces végétales et fauniques indigènes de l'Amérique du Nord,.
Cette plante est particulièrement connue pour sa croissance et sa reproduction rapides, ainsi que pour sa capacité à s'adapter aux conditions difficiles, notamment dans les milieux perturbés.

### Culture et usages

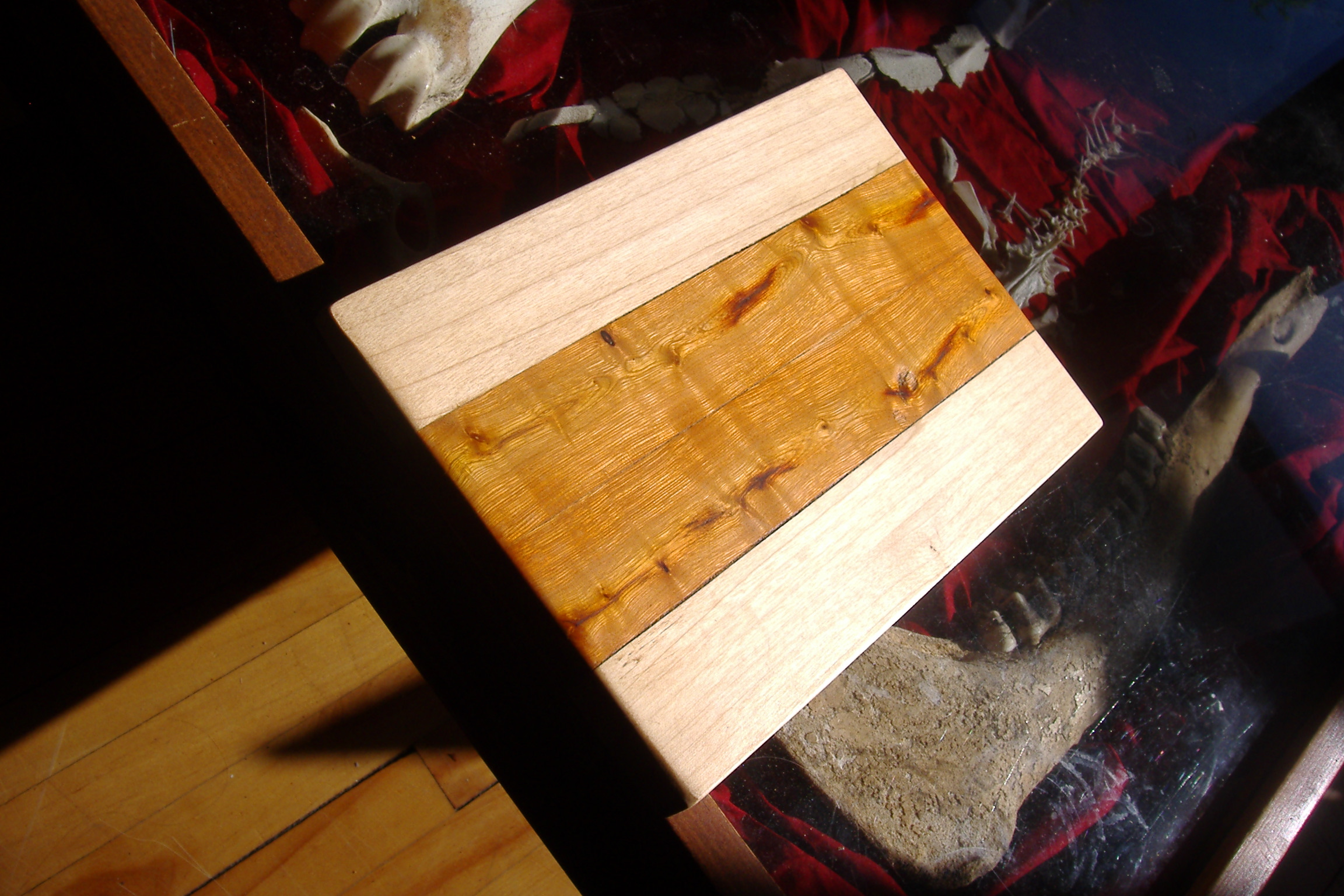
Une planche à découper dont le centre est formé de nerprun purgatif.

Comme son nom le suggère, le fruit et l'écorce de l'arbuste étaient autrefois utilisés comme purgatifs, mais leur toxicité (violents effets purgatifs et effets secondaires) fait qu'ils ont été abandonnés pour cet usage.
Des extraits de ses baies se révèlent très efficaces pour traiter la maladie du gros ventre (coccidiose) des lapins domestiques.
Son bois est dense et solide, mais peu utilisé.
Les fruits et les rameaux étaient récoltés autrefois, notamment dans le Comtat Venaissin, et utilisés pour leurs pouvoirs colorants comme teinture pour les tissus. C’est la « graine d’Avignon », bien connue des cartiers pour le jaune des cartes à jouer.

## Plante-hôte
C'est la plante hôte de plusieurs papillons. Il nourrit les chenilles des Geometridae, la Laurencie douteuse Triphosa dubitata L.et la Laurencie du Nerprun Philereme transversata (Hufnagel). On y trouve aussi le Pieridae Gonepterix rhamni L. Le citron. La présence du mâle jaune vif est un indice de présence du nerprun purgatif dans les environs[réf. nécessaire].